# ديفيد لومبان
ديفيد رودريغز لومبان (بالإسبانية: David Rodríguez Lombán)‏ هو لاعب كرة قدم إسباني يلعب في مركز قلب الدفاع ولد في يوم 5 يونيو 1987 في مدينة أفيليس في أستوريا، يلعب حالياً مع نادي ملقا وسبق له اللعب مع نادي فالنسيا ونادي سالامانكا ونادي خيريث ونادي لاماسيا ونادي إلتشي ونادي خيتافي ونادي إيبار.

## روابط خارجية
- ديفيد لومبان على موقع قاعدة بيانات كرة القدم.إي يو (الإنجليزية)
- ديفيد لومبان على موقع Soccerbase.com (لاعب) (الإنجليزية)
- ديفيد لومبان على موقع Soccerway.com (الإنجليزية)
- ديفيد لومبان على موقع عالم كرة القدم.نت (الإنجليزية)
- ديفيد لومبان على موقع AS.com (الإسبانية)